# Raiévskaia
Raiévskaia - Раевская (rus) - és una stanitsa del krai de Krasnodar, a Rússia. Es troba al naixement del riu Maskaga, entre la mar Negra i els contraforts occidentals del Caucas, a 21 km al nord-oest de Novorossiïsk i a 115 km al sud-oest de Krasnodar, la capital.
Pertany a aquest municipi el khútor de Pobeda.